# 藤本万太郎
藤本 万太郎（ふじもと まんたろう、1953年1月2日 - ）は、日本の経営者。新日本理化元代表取締役社長。日本石鹸洗剤工業会理事、日本化学工業協会審議委員なども務めている。

## 経歴・人物
1953年、山口県生まれ。1975年（昭和50年）3月に山口大学経済学部を卒業する。
1980年（昭和55年）4月に新日本理化に入社。1998年（平成10年）6月に同社オレオ販売部長、2002年（平成14年）10月に同社管理本部長、2003年（平成15年）6月に同社取締役管理本部長、同年7月に同社取締役総合企画本部長 兼 管理本部長を歴任。2004年（平成16年）6月に同社代表取締役社長に就任した。2016年（平成28年）同社代表取締役社長執行役員を務めている。
2006年（平成18年）4月に可塑剤工業会長に就任。2014年（平成26年）日本石鹸洗剤工業会の理事に就任。日本化学工業協会の審議委員でもある。

## 実績・研究
日本石鹸洗剤工業会理事として、洗剤などの一般消費者向け製品は扱わないが、開発品は家具や家電等、身近な製品の素材に使われる物が主であり、主力の可塑剤は、樹脂製の壁紙などに柔軟性を与え、かつては天然油脂（今は石化原料）を分解して得たアルコールをもとに生産していたことを挙げ、油脂の用途に関しても幅広く、加工技術を応用し、それらを用いての新製品開発を重視している。また、パソコンの新型ハードディスクへの採用、回転摩擦を軽減する役目を持つ“流体軸受けオイル”にも目を向けている。